# Grupo de Operaciones Policiales Especiales
El Grupo de Operaciones Policiales Especiales (GOPE) es una Unidad Especializada de Carabineros de Chile, que ejecuta operaciones policiales de alto riesgo en todo el territorio Nacional Chileno. Entre ellas, destaca desactivación de bombas, rescate de personas o cadáveres desde lugares de difícil acceso, entrada y registro de inmuebles, entre otras tareas. El GOPE constituye una fuerza de élite uniformada de carácter militar policial, tal como lo estipula la Ley Orgánica Constitucional de Carabineros de Chile. Es la única fuerza de carácter militar con enfrentamientos reales en la actualidad, ello en el contexto del combate contra la delincuencia.

## Historia
El Grupo de Operaciones Policiales Especiales (GOPE) de Carabineros de Chile fue creado el 7 de junio de 1979 con la finalidad de actuar como complemento a las tareas policiales en todo el país, y para prestar un efectivo apoyo en las labores policiales que se desarrollaban en esa época en Chile.

## Despliegue
La Prefectura de Operaciones Especiales GOPE se encuentra en la comuna de Cerrillos en Santiago, desplegando a su personal través de las Unidades GOPE en las ciudades de Arica, Iquique, Antofagasta, Calama, Copiapó, La Serena, Valparaíso, Rancagua, Talca, Chillán, Concepción, Temuco, Valdivia, Puerto Montt, Coyhaique y Punta Arenas.

## Funciones
Desactivación de explosivos, ejercicios antiterroristas, dominio de las más avanzadas técnicas de rescate en montañas, medios acuáticos y zonas urbanas, paracaidismo, artes marciales, buceo táctico, manejo de armas y sustancias peligrosas, procedimientos en ambientes fuertemente contaminados, y conocimientos paramédicos, son parte de la preparación de estos carabineros todo terreno cuya eficiencia y efectividad es reconocida más allá de las fronteras de Chile.
Este grupo de categoría élite también se encarga de brindar ayuda y efectuar rescates en zonas de difícil acceso del territorio nacional.
Las funciones del GOPE se pueden clasificar dentro de tres grandes áreas:
Operaciones de Contraterrorismo
- Liberación de rehenes.
- Entrada y registro de inmuebles.
- Seguridad directa.
- Seguridad de altura (tiradores escogidos).
- Seguridad de reacción.

Operaciones de Contrabombas
- Desactivación de artefactos explosivos.
- Registro de instalaciones Contrabombas.
- Investigación posdetonación.
- Registros de instalaciones y hoteles.
- Registros de vehículos.

Operaciones de Rescate de Personas.
- Ambientes saturados o contaminados.
- Rescate y salvataje en medios acuáticos.
- Rescate y salvataje en medios montañosos.

## Desempeño internacional
Chile, representado por el GOPE, ocupó el tercer lugar a nivel continental como agrupación militar (GOPE es parte de la policía chilena) en maniobras comando en el "Ejercicio Fuerzas Comando 2005", por detrás de los representantes de Colombia y Ecuador (representantes del ejército de estos países), y superando al equipo de EE. UU.
En el "Ejercicio Fuerzas Comando", cada país compite con un equipo de asalto compuesto por seis hombres, dos de ellos tiradores escogidos, quienes deben responder a exigentes pruebas físicas y de utilización de armamento.
Entre las pruebas destacan la evaluación de uso de armas, evaluación de tareas críticas, curso de asalto y prueba de esfuerzo, combate cercano, evento acuático, caminata forzada, y pista de obstáculos, además de misiones de acecho y disparó, entre otras.
Los ejercicios tuvieron como escenario la Laguna Carén, el Polígono Lo Aguirre, el Fundo Los Guayacanes, y las instalaciones del Departamento de Operaciones Especiales GOPE, en Cerrillos, donde también se realizaron los simulacros demostrativos.
En la cancha de fútbol, tiradores escogidos demostraron la precisión con sus disparos a larga distancia; se simuló un rescate de rehenes en un microbús y en un domicilio, y se demostró la utilidad del traje Med Eng EOD8, con el que un efectivo puede sortear con relativa calma el poder de un artefacto explosivo.

## Equipamiento del GOPE

### Armas
| Modelo               | Tipo                | Calibre    | Origen         |
| -------------------- | ------------------- | ---------- | -------------- |
| Glock 17             | Pistola             | 9x19 mm    | Austria        |
| Glock 18             | Pistola             | 9x19 mm    | Austria        |
| Glock 19X            | Pistola             | 9x19 mm    | Austria        |
| Glock 26             | Pistola             | 9x19 mm    | Austria        |
| Glock 47             | Pistola             | 9x19 mm    | Austria        |
| Glock 48             | Pistola             | 9x19 mm    | Austria        |
| Heckler & Koch MP5   | Subfusil            | 9x19 mm    | Alemania       |
| UZI                  | Subfusil            | 9x19 mm    | Israel         |
| FAMAE SAF            | Subfusil            | 9x19 mm    | Chile          |
| Benelli M4           | Escopeta            | 12/70      | Italia         |
| Hatsan Escort        | Escopeta            | 12/70      | Turquía        |
| IWI Galil ACE        | Fusil de asalto     | 5,56x45 mm | Israel Chile   |
| Colt M4              | Fusil de asalto     | 5,56x45 mm | Estados Unidos |
| Heckler & Koch MSG90 | Fusil francotirador | 7,62x51 mm | Alemania       |
| Sig Sauer SSG3000    | Fusil francotirador | 7,62x51 mm | Suiza          |
| Blaser R93 Tactical  | Fusil francotirador | 7,62x51 mm | Alemania       |
| Barrett M82          | Fusil francotirador | 12,7x99 mm | Estados Unidos |

### Vehículos
| Vehículo                 | Fabricante          | Tipo                                        | Origen         |
| ------------------------ | ------------------- | ------------------------------------------- | -------------- |
| Hunter TR-12             | Armor International | Transporte blindado de personal             | Colombia       |
| Toyota Hilux             | Toyota              | Transporte / Comunicaciones                 | Japón          |
| Toyota Tundra            | Toyota              | Transporte / Comunicaciones                 | Japón          |
| Renault Sherpa 2         | Renault             | Transporte Blindado                         | Francia        |
| Chevrolet Tahoe          | Chevrolet           | Transporte / Comunicaciones                 | Estados Unidos |
| Chevrolet Suburban       | Chevrolet           | Transporte / Comunicaciones                 | Estados Unidos |
| Chevrolet Silverado      | Chevrolet           | Transporte / Comunicaciones                 | Estados Unidos |
| Chevrolet Astro          | Chevrolet           | Transporte / Transporte Dron antiexplosivos | Estados Unidos |
| Chevrolet D-Max          | Chevrolet           | Transporte / Comunicaciones                 | Estados Unidos |
| Mercedes-Benz Sprinter   | Mercedes-Benz       | Transporte / Comunicaciones                 | Alemania       |
| Mercedes Benz Axor       | Mercedes-Benz       | Unidad antiexplosivos                       | Alemania       |
| Ford E-Series            | Ford Motor Company  | Transporte / Comunicaciones                 | Estados Unidos |
| Ford F-150               | Ford Motor Company  | Transporte / Comunicaciones                 | Estados Unidos |
| Hyundai H-1              | Hyundai             | Transporte                                  | Corea del Sur  |
| Nissan Frontier          | Nissan              | Transporte / Comunicaciones                 | Japón          |
| Nissan Terrano           | Nissan              | Transporte                                  | Japón          |
| Dodge Charger (LX)       | Dodge               | Intervención Policial                       | Estados Unidos |
| Dodge Durango Police SUV | Dodge               | Unidad de Patrullaje en Ciudad              | Estados Unidos |